# Rachel Wilson
Rachel Wilson (12 de mayo de 1977) es una actriz canadiense, más conocida por su papel de Heather en Drama Total y Tamira Goldstein en Secundaria a Bordo.

## Primeros años
Wilson nació en Ottawa, Ontario. Ella comenzó a actuar a los 12 años, trabajando extensamente en Toronto, Vancouver y Los Ángeles. Papeles de Wilson incluyen Dr. Nikki Renholds en CBC de  República de Doyle, Donna en la serie web "Mi Pandilla Satanás", y lleva en St. Roz, Puck Hogs, Hombre vs. Minivan , y 75 El Camino(los dos últimos fueron aceptados en el 2009 Festival Internacional de Cine de Toronto). Créditos en televisión incluyen The Two Mr. Kissels de por vida Secundaria a Bordo, Kevin Hill, La Juez Amy, Hechiceras, Muéstrame lo Tuyo, y Gideon's Crossing. Wilson también su voz al personaje de Heather en  Drama Total.

## Filmografía
| Año  | Título                           | Rol                              | Notas        |
| ---- | -------------------------------- | -------------------------------- | ------------ |
| 1995 | Jungleground                     | Posie                            |              |
| 1995 | National Lampoon's Senior Trip   | Susie                            |              |
| 1999 | Austin Powers: El Espía Seductor | Woody Harrelson Fan              |              |
| 1999 | Cambio de Vida                   | Sylvia                           |              |
| 1999 | Alaska Ardiente                  | Marla Burns                      |              |
| 1999 | Soft Toilet Seats                | Bailarina del Cuarto de Interfaz |              |
| 2001 | The Zeros                        | Fanny                            |              |
| 2001 | La Casa de Cirstal               | Hannah                           |              |
| 2003 | Winter Break                     | Kirsten Benston                  |              |
| 2003 | Negativo                         | Julia Waters                     | Cortometraje |
| 2006 | Waitin' to Live                  | Ellie Cassidy                    |              |
| 2006 | Monkey Warfare                   | Niña de la Bicicleta             |              |
| 2008 | Hooked on Speedman               | Michelle                         |              |
| 2009 | San Roz                          | Judy Gold                        |              |
| 2009 | 75 El Camino                     | Nicole                           | Cortometraje |
| 2009 | Puck Hogs                        | Caroline                         |              |
| 2009 | Man v. Minivan                   | Jen                              | Cortometraje |
| 2010 | Not Over Easy                    | Karen                            | Cortometraje |
| 2010 | Saw 3D                           | Madre                            |              |
| 2011 | Unlucky                          | Sarah                            |              |
| 2012 | And Now a Word from Our Sponsor  | Mary                             |              |
| 2012 | Terminal                         |                                  | Cortometraje |
| 2012 | Margo Lily                       | Danielle                         | Cortometraje |
| 2012 | Final View                       | The Bereaved                     | Cortometraje |
| 2015 | Hellions                         | Kate Vogel                       |              |
| 2019 | En la hierba alta                | Natalie Humboldt                 |              |
| 2020 | Come Play                        | Jennifer                         |              |
| 2023 | Dear David                       | Linda                            |              |